# Hebenstretia dregei
Hebenstretia dregei är en flenörtsväxtart som beskrevs av Robert Allen Rolfe. Hebenstretia dregei ingår i släktet gatörter, och familjen flenörtsväxter. Inga underarter finns listade i Catalogue of Life.